# اتحاد فرنسا لكرة السلة
اتحاد فرنسا لكرة السلة هو الجهة المنظمة لأندية كرة السلة المحترفة في فرنسا، يوجد قسمين للدوري: الدوري الفرنسي لكرة السلة الدرجة الأولى والدوري الفرنسي لكرة السلة الدرجة الثانية. يقوم الاتحاد بتنظيم هاتان المسابقتان منذ 1987.

## وصلات خارجية
- الموقع الإلكتروني